# Ragnhild Haga
Pour les articles homonymes, voir Haga.
Ragnhild Haga, née le 12 février 1991 à Holter, est une fondeuse norvégienne, licenciée au Åsen IL. Lors des Jeux olympiques de 2018 à Pyeongchang, elle devient championne olympique sur le dix kilomètres libre puis remporte le titre du relais, avec Ingvild Flugstad Østberg, Astrid Uhrenholdt Jacobsen et Marit Bjørgen. Elle compte aussi onze podiums individuels en Coupe du monde (en incluant les étapes).
En 2023, elle devient la première femme a remporté une poursuite de 50 kilomètres lors d'une épreuve de coupe du monde.

## Carrière

### Débuts internationaux
Ragnhild Haga dispute sa première course de Coupe du monde lors de la saison 2009-2010 à Oslo lors du trente kilomètres classique. Lors de cette saison, elle participe aux championnats du monde junior à Hinterzarten où elle termine neuvième du cinq kilomètres et 17e de la poursuite. Lors de l'édition suivante, à Otepää, elle remporte le titre du cinq kilomètres puis la médaille de bronze du sprint, avant de remporter une deuxième médaille sur le relais 4 × 3,3 kilomètres, associée à Martine Ek Hagen, Heidi Weng et Kari Oeyre Slind. 
La saison suivante, elle obtient son premier podium en coupe du monde en terminant troisième du relais à Nové Město na Moravě avec la deuxième équipe norvégienne. Le même mois, elle dispute les mondiaux des moins de 23 ans à Erzurum où elle termine treizième du dix kilomètres classique puis neuvième du skiathlon. La saison suivante, elle dispute principalement les circuits de la Scandinavian Cup et FIS. Elle participe aux mondiaux des moins de 23 ans à Liberec, terminant cinquième du sprint classique remporté par la Russe Elena Soboleva. Elle s'impose sur le dix kilomètres puis sur le skiathlon. Lors de l'édition 2014 des mondiaux des moins de 23 ans, à Val di Fiemme, elle termine 21e du sprint, quatrième du dix kilomètres classique. Elle remporte finalement la médaille d'argent du skiathlon, battue par Martine Ek Hagen.

### Révélation en 2015
Au début de la saison 2014-2015, elle réalise sa meilleure performance dans l'élite en finissant sixième du Nordic Opening. Début janvier 2015, elle se classe troisième du prologue du Tour de ski, derrière Marit Bjørgen et Heidi Weng. Elle obtient ensuite une cinquième place lors d'un quinze kilomètres libre. Elle franchit finalement la ligne d'arrivée finale au sommet de l'Alpe Cermis en quatrième position, derrière Marit Bjørgen, Therese Johaug et Heidi Weng. Elle est sélectionnée pour les championnats du monde 2015 de Falun où elle termine 29e du dix kilomètres libre, la seule épreuve qu'elle dispute. Elle obtient encore unTop 10 en fin de saison, avec une sixième place lors du trente kilomètres libre d'Oslo. Elle finit cinquième du classement général de la coupe du monde.
Lors de la saison suivante, elle s'illustre lors de la première épreuve de la coupe du monde 2015-2016, sur le Nordic Opening à Ruka, où elle termine troisième du sprint remporté par la Norvégienne Maiken Caspersen Falla devant la Suédoise Stina Nilsson. Lors du tour de ski, elle obtient ses meilleurs résultats à Oberstdorf, quatrième d'un dix kilomètres classique, puis de nouveau quatrième lors de la course suivante à Toblach sur un cinq kilomètres libre. Elle termine finalement la compétition à la sixième place. Elle obtient ensuite une huitième place du trente kilomètres d'Oslo, une sixième place d'un dix kilomètres libre à Falun avant de participer au Ski Tour Canada où elle abandonne après deux épreuves.
Lors de la coupe du monde suivante, elle termine dixième du Nordic Opening disputé à Lillehammer, épreuve oùelle obtient une huitième place lors d'un cinq kilomètres libre. Septième à Davos sur un quinze kilomètres libre, elle remporte une victoire en coupe du monde avec le relais norvégien, associée à Marit Bjørgen, Ingvild Flugstad Østberg et Heidi Weng. Elle abandonne lors du tour de ski après le cinq kilomètres libre de Toblach oùelle obtient son meilleur résultat de la compétition avec une 17e place. Lors des mondiaux 2017 de Lahti, elle ne participe qu'à une seule épreuve, le trente kilomètres, disputé en style libre, où elle termine à la quatrième place, derrière trois compatriotes, Marit Bjørgen, Heidi Weng et Astrid Uhrenholdt Jacobsen.

### 2018: le sacre olympique
Elle commence sa saison de coupe du monde par une troisième place du Ruka triple, derrière Charlotte Kalla et Marit Bjørgen, épreuve où elle réalise le meilleur temps de la dernière course, une poursuite. La semaine suivante, elle obtient un nouveau podium à Lillehammer lors du skiathlon, course de nouveau remportée par Kalla, Heidi Weng prenant la deuxième place. À Davos, elle termine deuxième du dix kilomètres libre remporté par Østberg. Elle confirme en terminant de nouveau deuxième, lors du dix kilomètres libre de Toblach. Comme de nombreuses concurrentes, elle renonce à disputer le tour de ski, assurant se consacrer à ses objectifs, dont le dix kilomètres des Jeux olympiques. Lors de la dernière course avant ceux-ci, elle obtient une nouveau podium en terminant troisième du dix kilomètres de Seefeld remporté par Jessica Diggins devant Heidi Weng.
Lors de ces Jeux olympiques de 2018 à PyeongChang, elle remporte la médaille d'or du dix kilomètres, disputé en style libre, devançant de 20 s 3 la Suédoise Charlotte Kalla. Alignée en troisième position lors du relais, après Ingvild Flugstad Østberg et Astrid Uhrenholdt Jacobsen, elle comble le retard sur la Suède et la l'équipe OAR, Marit Bjørgen s'imposant sur ce dernier relais face à Stina Nilsson pour remporter le titre, la deuxième médaille d'or pour Haga.

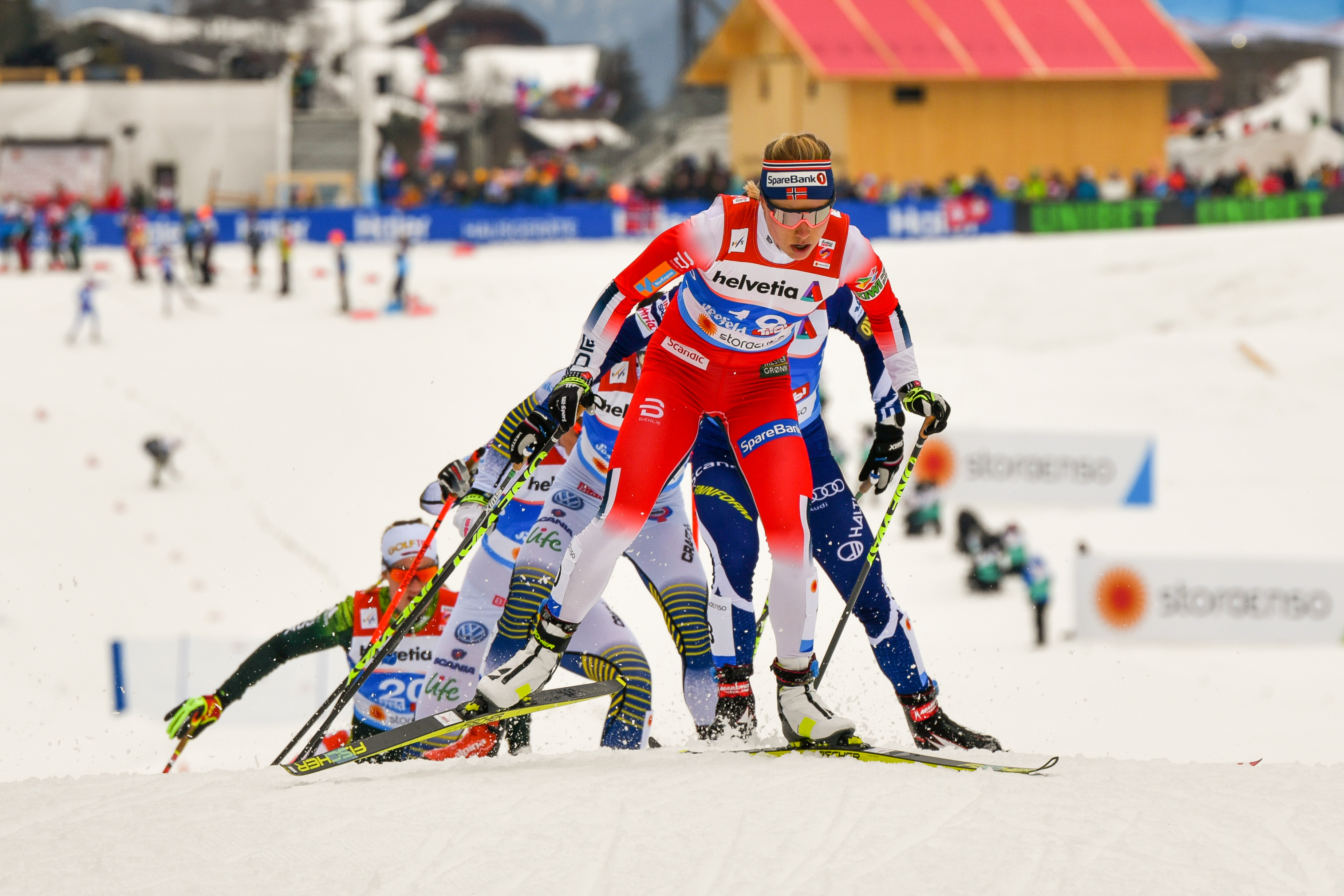
Haga, ici en tête, lors championnats du monde 2019.

Lors de la saison 2018-2019, elle termine à la neuvième place du Nordic Opening et remporte une victoire avec la Norvège dans le relais de Beitostølen. Lors des championnats du monde de Seefeld, elle ne dispute que le trente kilomètres, terminant à la dixième place.

### Famille
Originaire de Nannestad, elle est la sœur du fondeur Magne Haga et la nièce du fondeur Anders Bakken, qui a participé aux Jeux olympiques en 1980. Son partenaire est le fondeur Øyvind Gløersen.

## Palmarès

### Jeux olympiques d'hiver
| Épreuve / Édition   | Sprint                           | Sprint    | 10 km                          | 10 km                            | Skiathlon 2 × 7,5 km | 30 km | Relais | Relais                         |
| Épreuve / Édition   | libre                            | classique | libre                          | classique                        | Skiathlon 2 × 7,5 km | 30 km | Sprint | 4 × 5 km                       |
| JO 2018 Pyeongchang | Épreuve inexistante à cette date |           | Médaille d'or, Jeux olympiques | Épreuve inexistante à cette date | 15e                  | 12e   | —      | Médaille d'or, Jeux olympiques |

Légende :
- : médaille d'or
- : pas d'épreuve
- — : Non disputée par Haga

### Championnats du monde
| Épreuve / Édition        | Sprint                           | Sprint                           | 10 km                            | 10 km                            | Skiathlon 2 × 15 km | 30 km | Relais | Relais   |
| Épreuve / Édition        | libre                            | classique                        | libre                            | classique                        | Skiathlon 2 × 15 km | 30 km | Sprint | 4 × 5 km |
| Mondiaux 2015 Falun      | Épreuve inexistante à cette date | —                                | 29e                              | Épreuve inexistante à cette date | —                   | —     | —      | —        |
| Mondiaux 2017 Lahti      | —                                | Épreuve inexistante à cette date | Épreuve inexistante à cette date | —                                | —                   | 4e    | —      | —        |
| Mondiaux 2019 Seefeld    | —                                | Épreuve inexistante à cette date | Épreuve inexistante à cette date | —                                | —                   | 10e   | —      | —        |
| Mondiaux 2021 Oberstdorf | Épreuve inexistante à cette date | —                                | 7e                               | Épreuve inexistante à cette date | —                   | —     | —      | —        |

Légende :
- : pas d'épreuve
- — :  Épreuve non disputée par Ragnhild Haga

### Coupe du monde
- Meilleur classement général : 5e en 2015.
- 7 podiums individuels : 1 victoire, 2 deuxièmes places et 4 troisièmes places.
- 3 podiums en relais : 2 victoires et 1 troisième place.

#### Courses par étapes
- 4 podiums, dont 1 victoire d'étape.
- Nordic Opening : 2 podiums d'étape, dont 1 victoire (poursuite de Ruka en novembre 2017).
- Finales : 1 podium d'étape.
- Tour de ski :
  - 4e en 2015.
  - 1 podium d'étape.

#### Détail des victoires individuelles
| Épreuve / Édition | Sprint | Sprint    | 10 km | 10 km     | Skiathlon 2 × 7,5 km | 20 km | 20 km     | 50 km | 50 km     | Tour de ski ou Finales ou Nordic Opening |
| Épreuve / Édition | Libre  | Classique | Libre | Classique | Skiathlon 2 × 7,5 km | Libre | Classique | Libre | Classique | Tour de ski ou Finales ou Nordic Opening |
| 2022-23           |        |           |       |           |                      |       |           | Oslo  |           |                                          |

##### Victoires d'étapes
| Date             | Lieu    | pays     | Compétition | Discipline  |
| ---------------- | ------- | -------- | ----------- | ----------- |
| 26 novembre 2017 | Kuusamo | Finlande | Ruka Tour   | 10 km TL HS |

Légende :

TC = classique

TL = libre

MS = départ en masse

HS = départ avec handicap

PU = poursuite

#### Classements détaillés
| Saison / Épreuve | Saison / Épreuve | Général | Général | Distance | Distance | Sprint | Sprint | Tour de ski depuis 2007 | Finales depuis 2008              | Nordic Opening depuis 2011 |
| ---------------- | ---------------- | ------- | ------- | -------- | -------- | ------ | ------ | ----------------------- | -------------------------------- | -------------------------- |
| Saison / Épreuve | Saison / Épreuve | Class.  | Points  | Class.   | Points   | Class. | Points | Tour de ski depuis 2007 | Finales depuis 2008              | Nordic Opening depuis 2011 |
| 2011             | 2011             | 108e    | 7       | 73e      | 7        | -      | -      | —                       | —                                | —                          |
| 2013             | 2013             | 78e     | 31      | 57e      | 27       | -      | -      | —                       | 29e                              | —                          |
| 2015             | 2015             | 5e      | 750     | 5e       | 402      | 32e    | 68     | 4e                      | Épreuve inexistante à cette date | 6e                         |
| 2016             | 2016             | 13e     | 774     | 10e      | 470      | 25e    | 100    | 6e                      | Abandon                          | 12e                        |
| 2017             | 2017             | 19e     | 421     | 15e      | 287      | 38e    | 38     | Abandon                 | 12e                              | 12e                        |
| 2018             | 2018             | 9e      | 808     | 8e       | 588      | -      | -      | —                       | 4e                               | 3e                         |
| 2019             | 2019             | 27e     | 278     | 16e      | 192      | 44e    | 28     | —                       | —                                | 9e                         |
| 2020             | 2020             | 19e     | 478     | 16e      | 403      | 37e    | 53     | 17e                     | 13e (Ski Tour)                   | 28e                        |
| 2021             | 2021             | 57e     | 58      | 39e      | 58       | -      | -      | —                       | —                                | -                          |

### Championnats du monde juniors etmoins de 23 ans
Ragnhild Haga participe à deux éditions des championnats du monde junior en 2010 et 2011. Elle remporte deux médailles d'or, sur le cinq kilomètres libre et le relais 2 × 3,3 kilomètres de l'édition 2011 d'Otepää où elle remporte également la médaille de bronze du sprint. 
| Épreuve / Édition          | Sprint                           | Sprint                           | 5 km                             | 5 km                             | Poursuite 2 × 5 km | Relais               |
| Épreuve / Édition          | libre                            | classique                        | libre                            | classique                        | Poursuite 2 × 5 km | Relais               |
| Mondiaux 2010 Hinterzarten | —                                | Épreuve inexistante à cette date | Épreuve inexistante à cette date | 9e                               | 17e                | —                    |
| Mondiaux 2011 Otepää       | Épreuve inexistante à cette date | Médaille de bronze, monde        | Médaille d'or, monde             | Épreuve inexistante à cette date | 9e                 | Médaille d'or, monde |

Elle participe à trois éditions des championnats des moins de 23 ans, d'abord en 2012 à Erzurum, puis en 2013 à Liberec où elle obtient deux médailles d'or, sur le dix kilomètres et sur le skiathlon, et en 2014 à Val di Fiemme où elle obtient une médaille d'argent sur le skiathlon.
| Épreuve / Édition           | Sprint                           | Sprint                           | 10 km                            | 10 km                            | Skiathlon 2 × 7,5 km     |
| Épreuve / Édition           | libre                            | classique                        | libre                            | classique                        | Skiathlon 2 × 7,5 km     |
| Mondiaux 2012 Erzurum       | 13e                              | Épreuve inexistante à cette date | Épreuve inexistante à cette date | —                                | 9e                       |
| Mondiaux 2013 Liberec       | Épreuve inexistante à cette date | 5e                               | Médaille d'or, monde             | Épreuve inexistante à cette date | Médaille d'or, monde     |
| Mondiaux 2014 Val di Fiemme | 21e                              | Épreuve inexistante à cette date | Épreuve inexistante à cette date | 4e                               | Médaille d'argent, monde |

### Featival olympique de la jeunesse européenne
- Szczyrk 2009 :
  -  Médaille d'argent sur 7,5 km libre.
  -  Médaille de bronze sur le sprint libre.
  -  Médaille de bronze sur cinq kilomètres classique.

### Coupe de Scandinavie
- 7e du classement général en 2013.
- 4 podiums.

### Championnats de Norvège
- Championne du trente kilomètres libre en 2018.